# Twenty-Nine Kisses from Roald Dahl
Twenty-Nine Kisses from Roald Dahl è una raccolta di ventinove racconti di Roald Dahl già editi pubblicata nel 1969 dalla Michael Joseph Ltd.  Tutte le storie erano già apparse su vari giornali e riviste per poi essere pubblicate nei volumi Someone like You e Kiss Kiss.

## I racconti
- Un Piccolo Tuffo (Dip in the Pool)
- Liszt (Edward the Conqueror)
- Il Comandone (Galloping Foxley)
- Genesi e Catastrofe: una storia vera (Genesis and Catastrophe: A True Story)
- Caro Padre (Georgy Porgy)
- Cosciotto d'agnello (Lamb to the Slaughter)
- La scommessa (Man From the South)
- Mr. Feasey (Mr. Feasey)
- Mr. Hoddy (Mr. Hoddy)
- Mrs. Bixby e la pelliccia del colonnello (Mrs. Bixby and the Colonel's Coat)
- Mia dolce, mia Colomba (My Lady Love, My Dove)
- La Scultura (Neck)
- Nunc Dimittis (Nunc Dimittis)
- Il diletto del pastore (Parson's Pleasure)
- A proposito di maiali (Pig)
- Veleno (Poison)
- Rummins (Rummins)
- Pelle (Skin)
- Palato (Taste)
- Il Campione del Mondo (The Champion of the World)
- Lo Scrittore Automatico (The Great Automatic Grammatizator)
- L'affittacamere (The Landlady)
- Il Derattizzatore (The Ratcatcher)
- Il Soldato (The Soldier)
- La macchina dei suoni (The Sound Machine)
- L'ascesa al cielo (The Way Up to Heaven)
- Il Desiderio (The Wish)
- William e Mary (William and Mary)

## Edizioni
- Michael Joseph Ltd., 1969, Gran Bretagna.